# Герман III Цариградски
Герман III Цариградски (грч. Γερμανος; умро 1289) је био васељенски патријарх Цариграда (28. мај 1265 — 14. септембар 1266). Присуствовао је Другом Лионском сабору 1274. као представник цара Михаила VIII Палеолога.